# 埃尔拉
埃尔拉，是西班牙阿拉贡自治区萨拉戈萨省的一个市镇。 总面积19平方公里，总人口451人（2001年），人口密度24人/平方公里。